# Festival de Teatro Clásico de Cáceres
El Festival de Teatro Clásico de Cáceres es un acontecimiento cultural que se celebra cada año en la localidad de Cáceres, en España, durante las noches del mes de junio. Este es uno de los principales festivales de teatro clásico que se celebran en Extremadura. Mientras que el Festival Internacional de Teatro Clásico de Mérida está especializado en teatro grecorromano, el festival de Cáceres se centra en teatro español del Siglo de Oro. Lo organiza el Consorcio Gran Teatro de Cáceres.
El marco en el que se representan las obras lo componen distintos rincones de la villa medieval de Cáceres, declarada Patrimonio de la Humanidad por la UNESCO en 1986, tales como las plazas de San Jorge y de Las Veletas, además de edificios específicos como el del Gran Teatro. Participan compañías de teatro tanto españolas como del resto del mundo.

## Historia
La primera edición del festival se realizó en el año 1990. Desde entonces se ha celebrado anualmente hasta su trigesimotercera edición que se celebró en 2022.

### Edición XIX (2008)
Se representaron veintiséis obras. El presupuesto del festival fue de un millón de euros, de los que 650 000 euros (65 %) fueron aportados por la Junta de Extremadura, 250 000 (25 %) por el Gran Teatro de Cáceres y 100 000 (10 %) por el Consorcio Cáceres 2016.

### Edición XXVI (2015)
Se representaron doce obras, de las cuales cuatro fueron estrenos nacionales.

### Edición XXVII (2016)
La edición XXVII estuvo a cargo de una nueva dirección, al haber sido elegida una nueva directora del Consorcio Gran Teatro de Cáceres en octubre de 2015: Silvia González Gordillo. El presupuesto se incrementó en 200 000 euros respecto a la edición anterior. Esta edición se celebró entre los días 8 de junio, fecha de la inauguración oficial que se llevó a cabo en el Gran Teatro, y el 26 de junio. Los dos grandes referentes de esta edición fueron Cervantes y Shakespeare, en conmemoración del cuarto centenario de su muerte. Esta edición se preparó en un ambiente de intento de recuperación de elementos distintivos del festival que se habían perdido en años anteriores y cuyas consecuencias habían generado una atmósfera de «esplendor perdido». Una de estas recuperaciones fue la de la plaza de San Jorge como espacio de representación. Otra recuperación fue la de la participación, después de seis años de ausencia, de la Compañía Nacional de Teatro Clásico, que se encargó de tres obras en coproducción. La nueva directora del festival, Silvia González, en un intento de «volver a los orígenes del festival», fue la principal artífice de la recuperación de estos dos rasgos distintivos del festival. En marzo de 2016 se solicitó al Ayuntamiento de Cáceres el permiso para el uso de la plaza de San Jorge, y este fue concedido en el mes de abril. Silvia González, antes de conocerse la decisión del Ayuntamiento, decía:

Es un espacio idóneo y se ha usado a lo largo de la historia. [...] Siempre he sido clara en este asunto, quiero recuperar la plaza de San Jorge.

Y sobre la vuelta de la Compañía Nacional de Teatro Clásico:

Hacía mucho tiempo que no venía. Afortunadamente la hemos recuperado. [...] La Compañía siempre estuvo durante muchísimos años aquí. Nosotros la echábamos mucho de menos y queríamos otra vez volver a contar con ella.

También se reintrodujo como actividad paralela el curso de verano Lecciones de Teatro Clásico, a cargo de la Universidad de Extremadura, que en esta edición se dedicó a Cervantes con el título «El teatro de Cervantes y Cervantes en el teatro».
Se representaron doce obras, de las cuales cuatro eran estrenos. 
El festival cerró su primera semana con alrededor de 2000 espectadores. En su segunda semana asistieron alrededor de 3000 espectadores y las entradas para las funciones de fin de semana se agotaron. Finalmente asistieron en total unos 7000 espectadores.

### Edición XXVIII (2017)
Si en el origen el teatro se representó al aire libre, nada mejor que asistir de nuevo en el Festival de Teatro Clásico de Cáceres a la recreación de aquel modo primigenio de manifestación artística, en el que la palabra y el gesto vuelan ligeros y directos del actor al espectador. Esta cita ineludible con la escena nacional, que tiene lugar en junio, viene cargada de dramas de Shakespeare, comedias de Cervantes, uno de los protagonistas indiscutibles de esta edición, tragedias de Zorrilla, Calderón o Lope… en las que algunos de los mitos del teatro universal reviven en las mismas palabras, pero en distintas caras y voces, siempre vigentes en un encuentro escénico que pone de relieve la inagotable lección de los clásicos: su capacidad de hacer reír y de conmover hasta las lágrimas en su emulación de comportamientos humanos que nos son próximos. Plazas, calles, rincones de la ciudad monumental, Patrimonio de la Humanidad desde hace más de treinta años, convocan al viejo y moderno arte de la comedia y lo hace de nuevo para todos los públicos. El público familiar e infantil dispone de sus propias citas en los escenarios del festival, junto a talleres en donde se darán algunas nociones sobre la trastienda del teatro, un primer contacto con la infraestructura (maquillaje, vestuario, mobiliario), pero también con las maneras y las palabras, que pondrán en los niños semillas de futuros espectadores teatrales. En su programación oficial, este encuentro teatral ofrece algunas de las piezas más clásicas en su formato más vanguardista; respetuoso, pero transgresor, teniendo como marco el escenario natural de las plazas, donde una mayor intimidad entre el público y los espectadores dota a las representaciones, durante las noches cacereñas, de una magia especial. La función va a comenzar, se anuncia en alto. Y en lugar del telón, la oscuridad deja paso a la luz inextinguible del teatro.

## Actividades paralelas
Además de los grandes espectáculos teatrales, el festival incluye un gran número de actividades paralelas que se desarrollan en distintos puntos de la ciudad y en las que participan diferentes instituciones artísticas y culturales. Estas actividades suelen ser gratuitas e incluyen talleres, pequeños montajes teatrales, música clásica, danza y cine. A lo largo de las distintas ediciones se han llevado a cabo actividades como la representación de escenas célebres del teatro universal por los alumnos de la Escuela de Artes Escénicas Maltravieso Teatro y conciertos de música clásica a cargo del Conservatorio Oficial de Música Hermanos Berzosa. También hay danza en la Escuela Superior de Artes Escénicas de Extremadura y cine en la Filmoteca de Extremadura.
La Universidad de Extremadura imparte el curso de verano Lecciones de Teatro Clásico de forma paralela al festival. El curso se ha impartido en todas las ediciones excepto en el periodo 2012-2015. Cada año trata un tema específico diferente dentro de la temática general de teatro clásico.